# Odödlighetens Krona

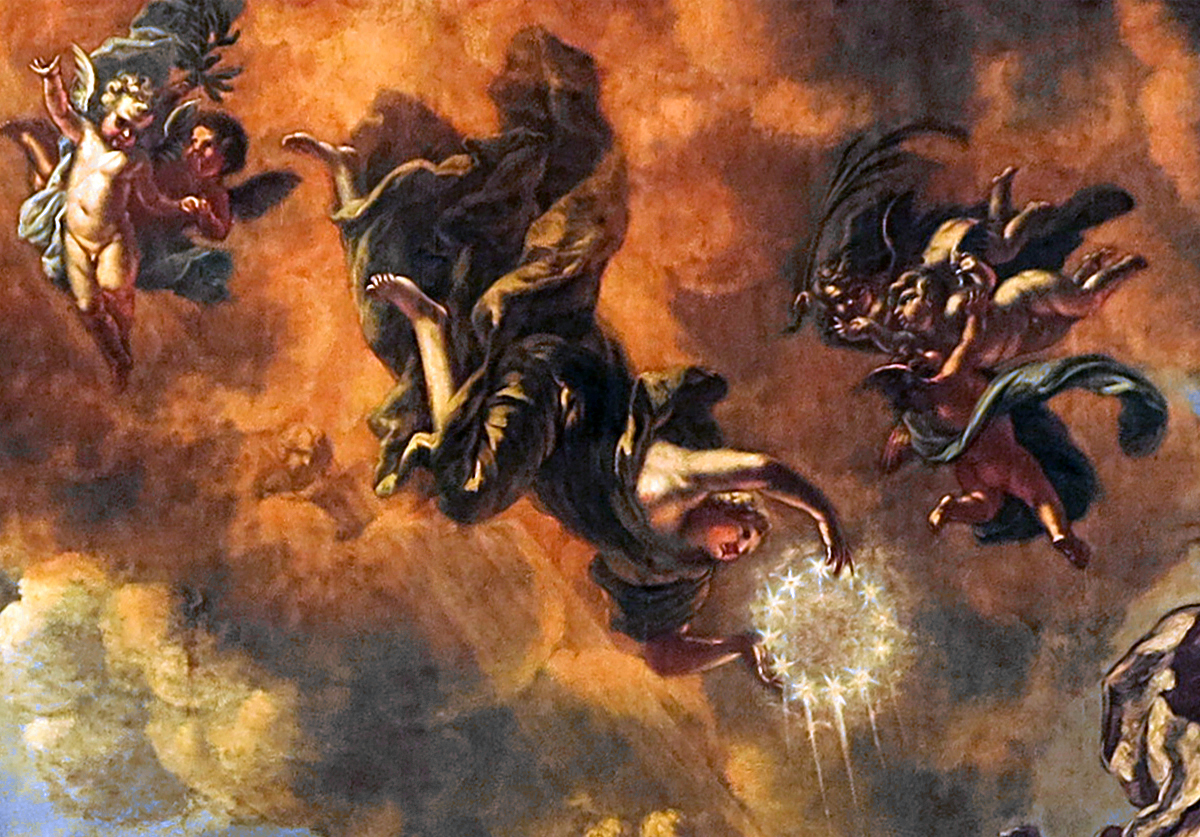
Odödlighetens krona, i handen på den allegoriska figuren Eterna (Evigheten) på en freskomålning av David Klöcker Ehrenstrahl i Riddarhuspalatset

Odödlighetens krona är en litterär och religiös metafor som enligt traditionen inom konsten först representerades som en lagerkrans och senare som en symbolisk cirkel med stjärnor som ibland bärs som en krona, tiara eller gloria. Kronan förekommer i flera ikonografiska och allegoriska konstverk från barocken för att indikera bärarens odödlighet.

## Var finns kronan att skåda
- David Klöcker Ehrenstrahl hade fresken i Palazzo Barberini av Pietro da Cortonas som förebild när han 1670-1675 skapade den stora hallens takfresk i Riddarhuspalatset. Bland många allegoriska figurer finns där Eterna, Evigheten, hållande i Odödlighetens krona.

- Kronan är även förevigad av den Franska Neoklassiska konstnären Louis-Jean-François Lagrenée, 1725-1805, på verket: Dauphin the Royal Highness Dying and Duc Who Presents the Crown of Immortality.